# 井上早紀
井上 早紀（いのうえ さき、1991年12月10日 - ）は、日本のモデル、タレント。
東京都出身。

## 来歴・人物
- 2014年3月11日に大学を卒業した[2]。専攻は芸術系[3]。
- 趣味は読書・写真を撮ること・散歩・アニメ・マンガ・ゲーム。
- 特技はバスケットボール・絵を描くこと
- 兄が1人いる[4]。
- 番組中ならびに自身のブログで日曜日の競馬の予想をしており、高い的中率を誇る[5]。好きな馬としてジェンティルドンナを挙げている。
- 大のスヌーピーマニアであり、スヌーピータウンに足繁く通う。2014年4月には万馬券を換金し大きなぬいぐるみを購入したことを明らかにしている[6]。

## 出演

### テレビ番組
- 競馬予想TV! 8代目アシスタント（2012年9月 - 2014年8月、フジテレビONE・フジテレビ On Demand・NOTTV）
- コンちゃんテンちゃん（2014年3月27日、フジテレビ）
- プールdeブログ（2014年5月13日・5月22日・6月11日、テレビ朝日）
- イチオシ大予想TV「馬キュン!」（2014年11月15日-　BSフジ・『UMAJIN』公式サイト） - 準レギュラー
- 鎧美女（2016年2月28日、フジテレビONE)

### CM
- パナソニックリフォーム（2015年）
- J：COM（2015年）

### インターネット
- フジテレビ動画サイト「アナタメマン」 #13～#24（2013年6月） - レギュラー

### 新聞連載
- 競馬予想コラム「お早紀にトクだ値！勝ち馬スクープ？！」（2014年 - 2015年6月、デイリースポーツ（東京版））

### 雑誌
- 2012年11月1日  月刊Audition（白夜書房）12月号
- 2014年2月23日  週刊ギャロップ (サンスポ出版）2014年2月23日号
- 2014年4月22日 ランニングマガジン・クリール6月号（ベースボールマガジン社） - 表紙＆インタビュー
- 2014年5月22日 ランニングマガジン・クリール7月号（ベースボールマガジン社） - 表紙
- 2014年6月1日　週刊ギャロップ（サンスポ出版）2014年6月1日号
- 2014年 - フォトテクニックデジタル（玄光社）
- 2015年12月15日 PEAKS（エイ出版）

### キャンペーン
- 在京スポーツ6紙女性ユニット・スクープ!?3期生（2013年4月 - 2015年3月）

### 映画
- おんなのこきらい（2015年2月14日、SPOTTED PRODUCTIONS） - さやか 役

### DVD
- おんなのこきらい（2015年8月21日発売）

### MV
- The Super Ball 「ふたつのかげ」（2015年10月）